# Јожеф Мунк
Јожеф Мунк (мађ. József Munk; Будимпешта, 30. новембар 1890 — ?) био је мађарски пливач слободним стилом, учесник Летњих олимпијских игара 1908. Пореклом је био Јевреј
На Олимпијским играма 1908. у Лондону учествовао је у две у пливачке дисциплине. У трци на 100 метара слободним стилом испао је у квалификацијама са непознатим резултатом. У другој дисциплини са штафетом 4 х 200 метара слободно, у саставу Јожеф Мунк, Имре Захар, Бела лас Тореш и Золтан Халмај освојио је друго место и сребрну медаљу.